# Gewichtheffen op de Olympische Zomerspelen 2008
Gewichtheffen is een van de sporten die beoefend werden tijdens de Olympische Zomerspelen 2008 in Peking. De wedstrijden werden van 9 augustus tot 19 augustus gehouden in de Beihang University Gymnasium, een indoorarena die deel uitmaakt van de Universiteit van Beihang.

## Disciplines en programma
De mannen komen uit in 8 gewichtsklassen, de vrouwen in 7. Er zijn dus 15 gouden medailles te verdelen.
| Mannen      | Mannen      | Vrouwen    | Vrouwen     |
| onderdeel   | datum       | onderdeel  | datum       |
| ----------- | ----------- | ---------- | ----------- |
| tot 56kg    | 10 augustus | tot 48kg   | 9 augustus  |
| tot 62kg    | 11 augustus | tot 53kg   | 10 augustus |
| tot 69kg    | 12 augustus | tot 58kg   | 11 augustus |
| tot 77kg    | 13 augustus | tot 63kg   | 12 augustus |
| tot 85kg    | 15 augustus | tot 69kg   | 13 augustus |
| tot 94kg    | 17 augustus | tot 75kg   | 15 augustus |
| tot 105kg   | 18 augustus | boven 75kg | 16 augustus |
| boven 105kg | 19 augustus |            |             |

## Kwalificaties
Een Nationaal Olympisch Comité mocht maximaal 6 mannelijke en 4 vrouwelijk atleten afvaardigen voor de kwalificatietoernooien, met hooguit twee atleten per discipline.
Er doen uiteindelijk 170 mannen en 90 vrouwen mee uit 88 landen.

## Uitslagen

### Mannen

#### tot 56 kg
| #      | Sporter                | Land | Gewicht (kg) | Gewicht (kg) | Gewicht (kg) |
| #      | Sporter                | Land | trekken      | stoten       | totaal       |
| ------ | ---------------------- | ---- | ------------ | ------------ | ------------ |
| Goud   | Long Qingquan          | CHN  | 132          | 160          | 292          |
| Zilver | Hoàng Anh Tuấn         | VIE  | 130          | 160          | 290          |
| Brons  | Eko Yuli Irawan        | INA  | 130          | 158          | 288          |
| 4      | Yang Chin-Yi           | TPE  | 128          | 157          | 285          |
| 5      | Cha Kum Chol           | PRK  | 128          | 155          | 283          |
| 6      | Sergio Alvarez Boulet  | CUB  | 120          | 152          | 272          |
| 7      | Wang Shin-Yuan         | TPE  | 115          | 150          | 265          |
| 8      | Amirul Hamizan Ibrahim | MAS  | 121          | 144          | 265          |

#### tot 62 kg
| #      | Sporter                 | Land | Gewicht (kg) | Gewicht (kg) | Gewicht (kg) |
| #      | Sporter                 | Land | trekken      | stoten       | totaal       |
| ------ | ----------------------- | ---- | ------------ | ------------ | ------------ |
| Goud   | Zhang Xiangxiang        | CHN  | 143          | 176          | 319          |
| Zilver | Diego Salazar           | COL  | 138          | 167          | 305          |
| Brons  | Triyatno                | INA  | 135          | 163          | 298          |
| 4      | Antoniu Buci            | ROU  | 130          | 165          | 295          |
| 5      | Phaisan Hansawong       | THA  | 132          | 162          | 294          |
| 6      | Lázaro Maikel Ruiz      | CUB  | 132          | 162          | 294          |
| 7      | Tolkunbek Hudaybergenov | TKM  | 126          | 162          | 288          |
| 8      | Mohamed Abd Elbaki      | EGY  | 129          | 159          | 288          |

#### tot 69 kg
| #      | Sporter                   | Land | Gewicht (kg) | Gewicht (kg) | Gewicht (kg) |
| #      | Sporter                   | Land | trekken      | stoten       | totaal       |
| ------ | ------------------------- | ---- | ------------ | ------------ | ------------ |
| Goud   | Liao Hui                  | CHN  | 158          | 190          | 348          |
| Zilver | Vencelas Dabaya-Tientcheu | FRA  | 151          | 187          | 338          |
| Brons  | Yordanis Borrero          | CUB  | 148          | 180          | 328          |
| 4      | Turan Mirzayev            | AZE  | 146          | 181          | 327          |
| 5      | Kim Chol Jin              | PRK  | 146          | 180          | 326          |
| 6      | Afgan Bayramov            | AZE  | 145          | 175          | 320          |
| 7      | Sitthisak Suphalak        | THA  | 147          | 171          | 318          |
| 8      | Yoshito Shintani          | JPN  | 135          | 175          | 310          |

#### tot 77 kg
| #      | Sporter            | Land | Gewicht (kg) | Gewicht (kg) | Gewicht (kg) |
| #      | Sporter            | Land | trekken      | stoten       | totaal       |
| ------ | ------------------ | ---- | ------------ | ------------ | ------------ |
| Goud   | Sa Jae-Hyouk       | KOR  | 163          | 203          | 366          |
| Zilver | Li Hongli          | CHN  | 168          | 198          | 366          |
| Brons  | Gevorg Davtyan     | ARM  | 165          | 195          | 360          |
| 4      | Kim Kwang-Hoon     | KOR  | 155          | 200          | 355          |
| 5      | Oleg Perepetchenov | RUS  | 162          | 192          | 354          |
| 6      | Iván Cambar        | CUB  | 157          | 196          | 353          |
| 7      | Ara Khachatryan    | ARM  | 162          | 191          | 353          |
| 8      | Krzysztof Szramiak | POL  | 161          | 191          | 352          |

#### tot 85 kg
| #      | Sporter                   | Land | Gewicht (kg) | Gewicht (kg) | Gewicht (kg) |
| #      | Sporter                   | Land | trekken      | stoten       | totaal       |
| ------ | ------------------------- | ---- | ------------ | ------------ | ------------ |
| Goud   | Lu Yong                   | CHN  | 180          | 214          | 394          |
| Zilver | Andrej Rybakou            | BLR  | 185 OR       | 209          | 394 WR       |
| Brons  | Tigran Vardan Martirosyan | ARM  | 177          | 203          | 380          |
| 4      | Vladimir Sedov            | KAZ  | 180          | 200          | 380          |
| 5      | Jadiel Valladares         | CUB  | 169          | 203          | 372          |
| 6      | Benjamin Hennequin        | FRA  | 162          | 205          | 367          |
| 7      | Mamsurbek Chashemov       | UZB  | 165          | 202          | 367          |
| 8      | Kendrick Farris           | USA  | 160          | 202          | 362          |

#### tot 94 kg
| #      | Sporter              | Land | Gewicht (kg) | Gewicht (kg) | Gewicht (kg) |
| #      | Sporter              | Land | trekken      | stoten       | totaal       |
| ------ | -------------------- | ---- | ------------ | ------------ | ------------ |
| Goud   | Ilja Ilin            | KAZ  | 180          | 226          | 406          |
| Zilver | Szymon Kołecki       | POL  | 179          | 224          | 403          |
| Brons  | Khadjimourad Akkayev | RUS  | 185          | 217          | 402          |
| 4      | Arsen Kasabiev       | GEO  | 176          | 223          | 399          |
| 5      | Nizami Pashayev      | AZE  | 181          | 215          | 396          |
| 6      | Yohandrys Hernandez  | CUB  | 178          | 215          | 393          |
| 7      | Asghar Ebrahimi      | IRI  | 180          | 212          | 392          |
| 8      | Roman Konstantinov   | RUS  | 175          | 212          | 387          |

#### tot 105 kg
| #      | Sporter         | Land | Gewicht (kg) | Gewicht (kg) | Gewicht (kg) |
| #      | Sporter         | Land | trekken      | stoten       | totaal       |
| ------ | --------------- | ---- | ------------ | ------------ | ------------ |
| Goud   | Andrei Aramnau  | BLR  | 200 WR       | 236 WR       | 436 WR       |
| Zilver | Dmitriy Klokov  | RUS  | 193          | 230          | 423          |
| Brons  | Dmitry Lapikov  | RUS  | 190          | 230          | 420          |
| 4      | Marcin Dołęga   | POL  | 195          | 225          | 420          |
| 5      | Bakhyt Akhmetov | KAZ  | 190          | 225          | 415          |
| 6      | Albert Kuzilov  | GEO  | 182          | 227          | 409          |
| 7      | Sergey Istomin  | KAZ  | 181          | 225          | 406          |
| 8      | Robert Dołęga   | POL  | 184          | 221          | 405          |

Igor Razoronov  UKR (187+233=410) gediskwalificeerd wegens doping.

#### boven 105 kg
| #      | Sporter            | Land | Gewicht (kg) | Gewicht (kg) | Gewicht (kg) |
| #      | Sporter            | Land | trekken      | stoten       | totaal       |
| ------ | ------------------ | ---- | ------------ | ------------ | ------------ |
| Goud   | Matthias Steiner   | GER  | 203          | 258          | 461          |
| Zilver | Jevgeni Tsjigisjev | RUS  | 210          | 250          | 460          |
| Brons  | Viktors Ščerbatihs | LAT  | 206          | 242          | 448          |
| 4      | Artem Oedatsjyn    | UKR  | 207          | 235          | 442          |
| 5      | Ihor Sjymetsjko    | UKR  | 201          | 232          | 433          |
| 6      | Rashid Sharifi     | IRI  | 196          | 230          | 426          |
| 7      | Grzegorz Kleszcz   | POL  | 185          | 234          | 419          |
| 8      | Almir Velagic      | GER  | 188          | 225          | 413          |

### Vrouwen

#### tot 48 kg
| #                                      | Sporter                | Land | Gewicht (kg) | Gewicht (kg) | Gewicht (kg) |
| #                                      | Sporter                | Land | trekken      | stoten       | totaal       |
| -------------------------------------- | ---------------------- | ---- | ------------ | ------------ | ------------ |
| DSQ                                    | Chen Xiexia            | CHN  | 95           | 117 OR       | 212 OR       |
| DSQ                                    | Sibel Özkan            | TUR  | 88           | 111          | 199          |
| Goud                                   | Chen Wei Ling          | TPE  | 84           | 112          | 196          |
| Zilver                                 | Im Jyoung-Hwa          | KOR  | 86           | 110          | 196          |
| Brons                                  | Pensiri Laosirikul     | THA  | 85           | 110          | 195          |
| 4                                      | Hiromi Miyake          | JPN  | 80           | 105          | 185          |
| 5                                      | Mélanie Noël           | FRA  | 80           | 97           | 177          |
| 6                                      | Misaki Oshiro          | JPN  | 80           | 92           | 172          |
| 7                                      | Marzena Karpinska      | POL  |              |              |              |
| 8                                      | Marilou Dozois-Prevost | CAN  |              |              |              |
| Uitslag vrouwen -48 kg op olympics.com |                        |      |              |              |              |

#### tot 53 kg
| #      | Sporter                          | Land | Gewicht (kg) | Gewicht (kg) | Gewicht (kg) |
| #      | Sporter                          | Land | trekken      | stoten       | totaal       |
| ------ | -------------------------------- | ---- | ------------ | ------------ | ------------ |
| Goud   | Prapawadee Jaroenrattanatarakoon | THA  | 95           | 126 OR       | 221          |
| Zilver | Yoon Jin-Hee                     | KOR  | 94           | 119          | 213          |
| Brons  | Nastassia Novikava               | BLR  | 95           | 118          | 213          |
| 4      | Raema Lisa Rumbewas              | INA  | 91           | 115          | 206          |
| 5      | Yudelquis Maridalin              | DOM  | 93           | 111          | 204          |
| 6      | Melanie Roach                    | USA  | 83           | 110          | 193          |
| 7      | Julia Rohde                      | GER  | 82           | 103          | 185          |
| 8      | Dika Toua                        | PNG  | 80           | 104          | 184          |

#### tot 58 kg
| #      | Sporter               | Land | Gewicht (kg) | Gewicht (kg) | Gewicht (kg) |
| #      | Sporter               | Land | trekken      | stoten       | totaal       |
| ------ | --------------------- | ---- | ------------ | ------------ | ------------ |
| Goud   | Chen Yanqing          | CHN  | 106          | 138 OR       | 244 OR       |
| Zilver | O Jong Ae             | PRK  | 95           | 131          | 226          |
| Brons  | Wandee Kameaim        | THA  | 98           | 128          | 226          |
| 4      | Alexandra Escobar     | ECU  | 99           | 124          | 223          |
| 5      | Romela Begaj          | ALB  | 98           | 118          | 216          |
| 6      | Aleksandra Klejnowska | POL  | 95           | 120          | 215          |
| 7      | Roxana Cocoş          | ROU  | 89           | 115          | 204          |
| 8      | Geralee Vega          | PUR  | 90           | 112          | 202          |

#### tot 63 kg
| #      | Sporter             | Land | Gewicht (kg) | Gewicht (kg) | Gewicht (kg) |
| #      | Sporter             | Land | trekken      | stoten       | totaal       |
| ------ | ------------------- | ---- | ------------ | ------------ | ------------ |
| Goud   | Pak Hyon Suk        | PRK  | 106          | 135          | 241          |
| Zilver | Irina Nekrassova    | KAZ  | 110          | 130          | 240          |
| Brons  | Lu Ying-Chi         | TPE  | 104          | 127          | 231          |
| 4      | Christine Girard    | CAN  | 102          | 126          | 228          |
| 5      | Thi Thiet Nguyen    | VIE  | 100          | 125          | 225          |
| 6      | Kim Soo-Kyung       | PRK  | 98           | 127          | 225          |
| 7      | Ruth Kasirye        | NOR  | 103          | 121          | 224          |
| 8      | Luz Mercedes Acosta | MEX  | 103          | 120          | 223          |

#### tot 69 kg
| #                                      | Sporter          | Land | Gewicht (kg) | Gewicht (kg) | Gewicht (kg) |
| #                                      | Sporter          | Land | trekken      | stoten       | totaal       |
| -------------------------------------- | ---------------- | ---- | ------------ | ------------ | ------------ |
| DSQ                                    | Liu Chunhong     | CHN  | 128 WR       | 158 WR       | 286 WR       |
| Goud                                   | Oxana Slivenko   | RUS  | 115          | 140          | 255          |
| DSQ                                    | Natalja Davydova | UKR  | 115          | 135          | 250          |
| Zilver                                 | Leidy Solis      | COL  | 105          | 135          | 240          |
| Brons                                  | Abir Khalil      | EGY  | 105          | 133          | 238          |
| 4                                      | Ángela Medina    | COL  | 106          | 124          | 230          |
| 5                                      | Hanna Batsiushka | BLR  | 105          | 120          | 225          |
| 6                                      | Saito Rika       | JPN  | 87           | 122          | 209          |
| Uitslag vrouwen -69 kg op olympics.com |                  |      |              |              |              |

#### tot 75 kg
| #      | Sporter           | Land | Gewicht (kg) | Gewicht (kg) | Gewicht (kg) |
| #      | Sporter           | Land | trekken      | stoten       | totaal       |
| ------ | ----------------- | ---- | ------------ | ------------ | ------------ |
| Goud   | Alla Vazhenina    | KAZ  | 119          | 147          | 266          |
| Zilver | Lidia Valentin    | ESP  | 115          | 135          | 250          |
| Brons  | Damaris Aguirre   | MEX  | 109          | 136          | 245          |
| 4      | Ubaldina Valoyes  | COL  | 110          | 134          | 244          |
| 5      | Jeane Lassen      | CAN  | 105          | 135          | 240          |
| 6      | Nadiya Myronyuk   | CAN  | 110          | 127          | 237          |
| 7      | Yuliya Novakovich | BLR  | 110          | 127          | 237          |
| 8      | Elizabeth Poblete | CHI  | 91           | 106          | 197          |

- De nummer 1,2,4 en 11 van de uitslag werden gediskwalificeerd vanwege dopinggebruik

#### boven 75 kg
| #      | Sporter           | Land | Gewicht (kg) | Gewicht (kg) | Gewicht (kg) |
| #      | Sporter           | Land | trekken      | stoten       | totaal       |
| ------ | ----------------- | ---- | ------------ | ------------ | ------------ |
| Goud   | Jang Mi-ran       | KOR  | 140 WR       | 186 WR       | 326 WR       |
| Zilver | Ele Opeloge       | SAM  | 119          | 150          | 269          |
| Brons  | Maryam Usman      | NGR  | 115          | 150          | 265          |
| 4      | Cheryl Haworth    | USA  | 115          | 144          | 259          |
| 5      | Yuliya Dovhal     | UKR  | 118          | 140          | 258          |
| 6      | Deborah Lovely    | AUS  | 113          | 135          | 248          |
| 7      | Victoria Mavridou | GRE  | 105          | 126          | 231          |
| 8      | Cristina Cornejo  | PER  | 97           | 128          | 225          |

## Medaillespiegel
| Plaats | Land           | NOC    | Goud | Zilver | Brons | Totaal |
| ------ | -------------- | ------ | ---- | ------ | ----- | ------ |
| 1      | China          | CHN    | 8    | 1      | 0     | 9      |
| 2      | Zuid-Korea     | KOR    | 2    | 1      | 0     | 3      |
| 3      | Kazachstan     | KAZ    | 1    | 2      | 1     | 4      |
| 4      | Wit-Rusland    | BLR    | 1    | 1      | 1     | 3      |
| 5      | Noord-Korea    | PRK    | 1    | 0      | 1     | 2      |
| 6      | Duitsland      | GER    | 1    | 0      | 0     | 1      |
| 6      | Thailand       | THA    | 1    | 0      | 0     | 1      |
| 8      | Rusland        | RUS    | 0    | 4      | 3     | 7      |
| 9      | Oekraïne       | UKR    | 0    | 1      | 1     | 2      |
| 10     | Colombia       | COL    | 0    | 1      | 0     | 1      |
| 10     | Frankrijk      | FRA    | 0    | 1      | 0     | 1      |
| 10     | Polen          | POL    | 0    | 1      | 0     | 1      |
| 10     | Turkije        | TUR    | 0    | 1      | 0     | 1      |
| 10     | Vietnam        | VIE    | 0    | 1      | 0     | 1      |
| 15     | Armenië        | ARM    | 0    | 0      | 3     | 3      |
| 16     | Chinees Taipei | TPE    | 0    | 0      | 2     | 2      |
| 16     | Indonesië      | INA    | 0    | 0      | 2     | 2      |
| 18     | Letland        | LAT    | 0    | 0      | 1     | 1      |
| Totaal | Totaal         | Totaal | 15   | 15     | 15    | 45     |

Athene 1896 · 
St. Louis 1904 · 
Antwerpen 1920 · 
Parijs 1924 · 
Amsterdam 1928 · 
Los Angeles 1932 · 
Berlijn 1936 · 
Londen 1948 · 
Helsinki 1952 · 
Melbourne 1956 · 
Rome 1960 · 
Tokio 1964 · 
Mexico-stad 1968 · 
München 1972 · 
Montréal 1976 · 
Moskou 1980 · 
Los Angeles 1984 · 
Seoel 1988 · 
Barcelona 1992 · 
Atlanta 1996 · 
Sydney 2000 · 
Athene 2004 · 
Peking 2008 · 
Londen 2012 · 
Rio de Janeiro 2016 · 
Tokio 2020 · 
Parijs 2024 · 
Los Angeles 2028 
Medaillewinnaars
atletiek · badminton · basketbal · boksen · boogschieten · gewichtheffen · gymnastiek · handbal · hockey · honkbal · judo · kanovaren · moderne vijfkamp · paardensport · roeien · schermen · schietsport · schoonspringen · softbal · synchroonzwemmen · taekwondo · tafeltennis · tennis · triatlon · voetbal · volleybal · waterpolo · wielersport · worstelen · zeilen · zwemmen